# Музыкально-этнографическая комиссия
Музыкально-этнографическая комиссия — московская научно-просветительская организация, функционировавшая в 1901—1921 годах.

## История
Комиссия была организована в 1901 году при Этнографическом отделе Императорского Общества любителей естествознания, антропологии и этнографии Московского университета. Её задачами было накопление, исследование и популяризация фольклора. Её членами были именитые московские музыканты, этнографы, фольклористы, музыкальные критики и деятели науки, певцы.
В ходе деятельности комиссии впервые в Российской империи была использована техника звукозаписи. Своими изданиями («Великорусские песни в народной гармонизации», «Труды Музыкально-этнографической комиссии» и т. д.) комиссия доказала, что звукозаписывающую технику можно использовать в научных целях. В сентябре 1901 года прошло дебютное официальное заседание комиссии. В дальнейшем комиссия собиралась в Политехническом музее, Московской консерватории, Синодальном училище церковного пения, Румянцевском музее. В 1905 году при Введенском народном доме (Лефортово) был открыт мужской рабочий хор, с которым среди прочих музыкантов работала В. С. Серова, жена покойного композитора А. Н. Серова. Примерно в то же время начали работать Пречистенские курсы для рабочих, где обучали хоровому пению и фольклору. В 1906 году при участии комиссии была организована Народная консерватория.
Работа комиссии не ограничивалась русским фольклором, также много внимания уделялось украинскому и белорусскому народному творчеству, кавказской, якутской, финской, чешской, индийской и прочей музыке. Объёмный материал, накапливаемый в ходе экспедиций и через корреспондентов, не только оформлялся и исследовался, но и становился частью репертуара любителей и профессиональных артистов на фольклорных концертах, дававшихся в Историческом музее, Большом зале Благородного собрания, Политехническом музее.
В 1921 году комиссия была расформирована, и на её базе открыта Этнографическая секция в составе Государственного института музыкальной науки (ГИМНа), её руководителем стал В. В. Пасхалов.